# کوآندا
کوآندا (روسی: Куанда) یک رودخانه در سرزمین زابایکالسکی کشور روسیه است.